# Alpha (Míchigan)
Alpha es una villa ubicada en el condado de Iron en el estado estadounidense de Míchigan. En el Censo de 2010 tenía una población de 145 habitantes y una densidad poblacional de 56,32 personas por km².

## Geografía
Alpha se encuentra ubicada en las coordenadas 46°2′39″N 88°22′42″O / 46.04417, -88.37833. Según la Oficina del Censo de los Estados Unidos, Alpha tiene una superficie total de 2.57 km², de la cual 2.44 km² corresponden a tierra firme y (5.23%) 0.13 km² es agua.

## Demografía
Según el censo de 2010, había 145 personas residiendo en Alpha. La densidad de población era de 56,32 hab./km². De los 145 habitantes, Alpha estaba compuesto por el 100% blancos, el 0% eran afroamericanos, el 0% eran amerindios, el 0% eran asiáticos, el 0% eran isleños del Pacífico, el 0% eran de otras razas y el 0% pertenecían a dos o más razas. Del total de la población el 0% eran hispanos o latinos de cualquier raza.